# Mănăstirea Daphni
Mănăstirea Daphni (greacă Δαφνί) (sau Daphnion) este o mănăstire bizantină din secolul al XI-lea, situată la 11 km nord-vest de centrul Atenei, în Chaidarion, la sud de Bulevardul Athinon (GR-8A). Este situată în apropierea pădurii cu același nume, pe Drumul Sacru spre Eleusina.
Această mănăstire a fost înclusă Patrimoniului Mondial UNESCO în 1990. Puternic afectată de cutremurul din 1999 de la Atena, Mănăstirea Daphni este în prezent închisă pentru restaurare.

## Istoric și arhitectură
Mănăstirea a fost fondată în secolul al șaselea pe locul sanctuarului lui Apollo din Daphni care a fost distrus de goti în anul 395. Coloanele ionice din templul antic au fost reutilizate. Nu a rămas până astăzi decât o coloană, celelalte fiind mutate la Londra de către Lordul Elgin.
Biserica principală este un monument al artei bizantine din secolul al XI-lea. Ea are ansamblul de mozaicuri din prima perioadă (Dinastia Comnen, 1100) cel mai bine conservat și reprezentat de transformarea imaginii austere și hieratice a lui Iisus Pantocrator în cupolă, caracteristică epocii macedonene, într-un stil mult mai delicat și rafinat, îngerul din fața Sf. Joachim fiind considerat cel mai bun exemplu.
După jefuirea bisericii în 1205 de către cruciați, Othon de la Roche, Duce de Atena, a donat-o abației cisterciene Bellevaux. Călugării francezi au reconstruit exonartex-ul, au adăugat un zid în jurul mănăstirii și au făcut o serie de alte modificări, până când turcii i-au expulzat, redând mănăstirea unei congregații ortodoxe în 1458.
Mănăstirea s-a transformat treptat în ruină, restaurarea începând abia în 1888.